# Ospedale San Luigi Gonzaga
L'Azienda ospedaliera-universitaria San Luigi Gonzaga, anche conosciuta come Ospedale S. Luigi, è un ospedale polispecialistico di rilievo nazionale, con struttura a padiglioni, sede di due corsi di laurea, di laboratori di ricerca e del centro regionale antidoping. Ospita inoltre il Centro di riferimento Regionale Sclerosi Multipla (CRESM). È situata alla periferia nord di Orbassano, nell'Area Metropolitana di Torino, ma nella sua storia ha occupato altre sedi.

## Storia
L'inizio della storia del San Luigi Gonzaga ha una data precisa: il 26 marzo 1818.
Quel giorno, alla presenza di Vittorio Emanuele I di Savoia e delle autorità del comune di Torino incominciarono i lavori dell'ospedale specializzato nella cura dei malati polmonari, all'epoca, per la maggior parte, affetti da tubercolosi.
L'esigenza di un ospedale specializzato venne recepita dall'Opera Pia San Luigi Gonzaga.

### La prima sede

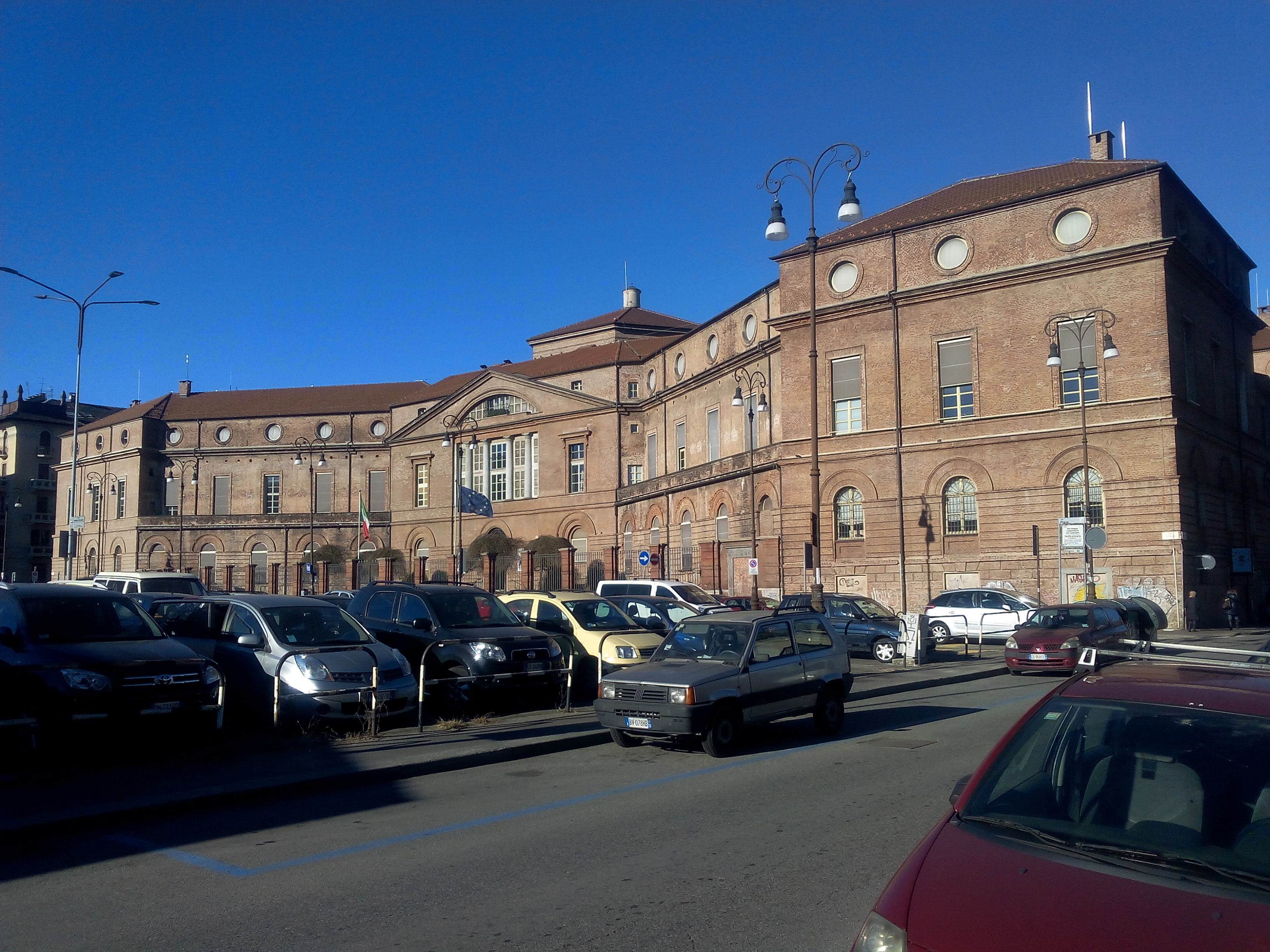
L'antica sede dell'ospedale

L'ospedale sorse nel 1826, in una sede che non era quella attuale. Originariamente, infatti, si trovava a Torino, in zona Valdocco, nell'attuale sede dell'Archivio di Stato.
Il luogo per la nuova costruzione fu individuato tra via delle Ghiacciaie, via del Deposito, via Santa Chiara e strada Valdocco, rispettivamente le attuali via Giulio, via Piave, via Santa Chiara e corso Valdocco.
Il progetto venne affidato a Giuseppe Maria Talucchi, esponente del neoclassicismo piemontese, che realizzò, tra l'altro, la facciata e la rotonda del cortile dell'Accademia Albertina, il completamento del Collegio dei Nobili del Guarini, in un secondo tempo sede dell'Accademia delle Scienze, nonché il portale d'ingresso dell'Università di via Verdi.
Nel 1903 l'ospedale raggiunse la capienza massima di 243 posti letto; tuttavia i progressi continui della scienza nella cura delle malattie polmonari indussero l'amministrazione a non realizzare ulteriori ampliamenti, ma a costruire un nuovo ospedale destinato unicamente alla cura dei malati affetti da tubercolosi.

### La seconda sede
La prima pietra del nuovo ospedale venne posta nel 1904, mentre il trasferimento da Regione Valdocco al modernissimo sanatorio suburbano di 1.000 posti letto nella zona di corso Orbassano a Torino, attuale sede dello stabilimento Fiat Mirafiori, avviene nel 1909.
Il nuovo ospedale San Luigi Gonzaga nacque così in località Tre Tetti, un agglomerato di tre casette a un piano che interrompeva il deserto stradone che portava a Orbassano.

### La sede attuale e gli ultimi 40 anni

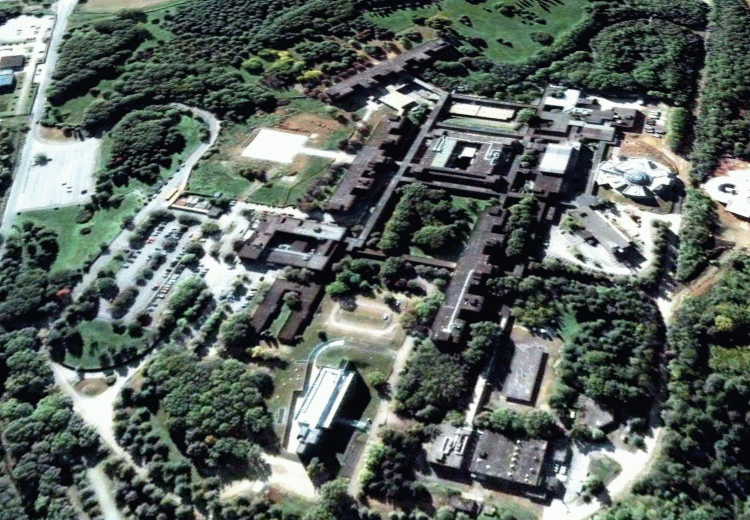
Il San Luigi visto dall'alto

Nel 1970, infine, l'ospedale San Luigi Gonzaga venne nuovamente trasferito, andando a occupare l'attuale sede. L'originaria valenza di sanatorio si evince, infatti, dalla struttura a padiglioni, con ampi terrazzi soleggiati e lunghi corridoi di collegamento, oltre che dal vastissimo parco che circonda l'ospedale.
All'inizio degli anni '90, l'insediamento dell'Università degli Studi di Torino, attraverso l'acquisizione di alte professionalità, ha prodotto un significativo ampliamento delle competenze e delle specialità dando un forte impulso alla vita dell'ospedale. Di conseguenza, da prettamente pneumologico, il San Luigi si è trasformato in un moderno complesso polispecialistico.
Negli anni successivi, l'istituzione del II corso di laurea in medicina e chirurgia, del corso di laurea in infermieristica e di alcune scuole di specializzazione post laurea hanno ulteriormente ampliato la collaborazione tra università e ospedale consentendo di raggiungere elevati livelli di sviluppo attraverso l'integrazione tra ricerca scientifica, assistenza e formazione professionale, caratterizzando l'ospedale, nel frattempo divenuto "azienda sanitaria ospedaliera" a rilevanza nazionale, quale vero e proprio "ospedale di insegnamento".
L'iniziale vocazione al trattamento delle patologie polmonari è stata, nel corso degli anni, oggetto di profonde trasformazioni evolutive che hanno condotto il San Luigi a un presente e un futuro fortemente caratterizzati da un'offerta di interventi sanitari polispecialistici ad alto contenuto qualitativo.
Si evidenzia, sempre all'interno della struttura ospedaliera, la realizzazione del centro regionale antidoping intitolato ad Alessandro Bertinaria, già destinato a rispondere alle esigenze legate ai Giochi olimpici invernali Torino 2006 e a rappresentare un centro di eccellenza e formazione nel campo della lotta all'uso delle sostanze dopanti.
Attualmente è in via di realizzazione il centro di ricerca di neuroscienze della Fondazione Cavalieri Ottolenghi.
Nel gennaio del 2018 è stato inaugurato il nuovo Pronto Soccorso. Nel marzo del 2018 è stata inaugurata la Palazzina dei servizi, con il nuovo Laboratorio Analisi e la nuova Farmacia Ospedaliera.

## Struttura

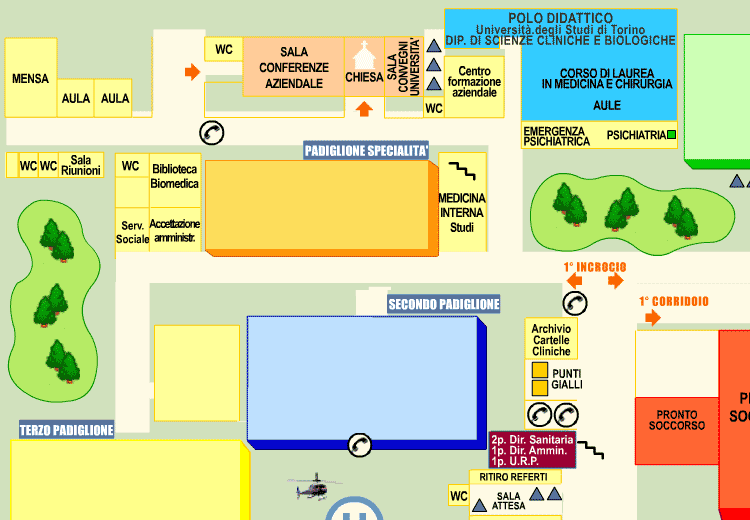
Sono distinguibili i diversi padiglioni: in verde il primo, blu il secondo, in giallo il terzo, in arancione quello delle specialità, in rosso quello degli ambulatori e quello del pronto soccorso; in azzurro, infine il polo biologico e quello universitario.

L'ospedale ha una struttura composta da tre padiglioni, ciascuno di quattro piani, collegati da lunghi corridoi. Un quarto padiglione è invece destinato ai servizi. È questa una conformazione permessa dal territorio in cui l'ospedale è situato, una zona quasi priva di altre costruzioni nonché distante un chilometro circa dal più vicino centro urbano. L'ospedale ha infatti una notevole estensione orizzontale e la distanza tra le due estremità è di circa cinquecento metri.

Oltre ai padiglioni citati, ve n'è uno dedicato agli ambulatori e ancora un padiglione per il pronto soccorso, il palazzo del centro antidoping, una palazzina di tre piani sede del polo biologico e una palazzina circolare sede del polo universitario. È presente inoltre una biblioteca biomedica, nonché una biblioteca generalista del sistema SBAM accanto al principale padiglione ospedaliero, con lo stesso nome dell'ospedale.

## Reparti
L'ospedale comprende, dislocati nei vari padiglioni, i seguenti reparti:
- Allergologia dell'età evolutiva e non respiratoria
- Anatomia e istologia patologica ospedaliera
- Anatomia e istologia patologica universitaria
- Anemie e coagulopatie
- Anestesia e rianimazione ospedaliera
- Anestesia e rianimazione universitaria
- Cardiologia
- Centro delle microcitemie
- Centro del sonno
- Centro SQUID
- Chirurgia generale ospedaliera
- Chirurgia generale universitaria
- Chirurgia toracica
- Clinica malattie apparato respiratorio
- Day hospital multidisciplinari
- Dietetica e nutrizione clinica
- Direzione infermieristica tecnico-sanitaria e della riabilitazione
- Direzione sanitaria di presidio
- Emergenza psichiatrica
- Endocrinologia
- Farmacia
- Gastroenterologia
- Genetica medica
- Geriatria
- Ginecologia oncologica
- Immunoematologia e trasfusionale - AVIS
- Laboratorio analisi
- Medicina d'urgenza
- Medicina interna I a indirizzo endocrinologico
- Medicina interna II a indirizzo ematologico
- Medicina interna III a indirizzo metabolico (diabetologia e malattie dismetaboliche)
- Medicina nucleare
- Neurologia
- Oculistica
- Odontostomatologia
- Oncologia medica
- Oncologia polmonare
- Ortopedia e traumatologia
- Otorinolaringoiatria
- Pediatria
- Pneumologia I
- Pneumologia II - Fisiopatologia respiratoria
- Pneumologia III - Broncologia
- Pneumologia IV
- Psichiatria
- Radiologia
- Radioterapia
- Recupero e riabilitazione funzionale
- Sclerosi multipla e neurobiologia clinica - C.R. e S.M.
- Terapia antalgica e cure palliative
- Urologia

## Il polo biologico
La palazzina del polo biologico, sede del Dipartimento di scienze cliniche e biologiche dell'Università degli Studi di Torino comprende laboratori di ricerca in diversi ambiti disciplinari:
biologia cellulare, immunologia, fisiologia, anatomopatologia, farmacologia e altri.

## Il polo didattico
Presso il centro didattico sono situate la aule del II corso di laurea in medicina e chirurgia dell'Università. Il primo corso di laurea ha come sede l'Azienda sanitaria ospedaliera Molinette di Torino. Le aule, la segreteria e le sale studio sono collocate in una struttura circolare completata nel 2005, che può essere utilizzata anche come sala conferenze.
Dal 2006 la sede del II corso di laurea in Infermieristica è stata temporaneamente spostata in una struttura limitrofa all'ospedale, rimanendo comunque parte dell'offerta didattica universitaria dell'Azienda.
Dal 2008 è diventato sede della nuova Facoltà di Medicina e Chirurgia dell'Università di Torino, la Facoltà San Luigi Gonzaga che ospita il corso di laurea a ciclo unico (magistrale), il corso di laurea in riabilitazione psichiatrica e il corso di laurea magistrale in riabilitazione e, oltre al citato corso di laurea in infermieristica provvisoriamente in Via San Giacomo 2 a Beinasco, quello in infermieristica di Cuneo.
Il San Luigi conta la presenza di oltre 1.500 studenti, tra futuri infermieri e medici. Il solo corso di laurea di Medicina e Chirurgia è di circa 500 studenti, ripartiti nei sei anni di corso. Ospita inoltre cinque scuole di Specializzazione e numerosi master del I e II ciclo. Una delle principali caratteristiche della Facoltà è quello di radunare nella stessa sede logistica tutti gli insegnamenti, da quelli di base a quelli degli ultimi anni clinici, consentendo una interazione tra studenti di tutti gli anni e tra tutti i docenti indipendentemente dalla materia di appartenenza.

## Il centro antidoping
Il centro antidoping "Alessandro Bertinaria", laboratorio regionale di tossicologia, nasce nel 2004 per rispondere alle esigenze legate ai XX Giochi olimpici invernali e ai IX Giochi paralimpici invernali, come espressione consortile di quattro enti pubblici (Regione Piemonte, Università degli Studi di Torino, Istituto di medicina dello sport e AOU - Azienda ospedaliero-universitaria San Luigi Gonzaga).

## Collegamenti e trasporti
L'ospedale è situato oltre la periferia sud-ovest di Torino, nel comune di Orbassano e il centro abitato più vicino è quello del comune di Beinasco.
Due importanti vie di scorrimento verso la città di Torino permettono di raggiungere la struttura e la pongono indirettamente in collegamento con il capoluogo piemontese: corso Allamano, a nord, e corso Orbassano, a sud-est. Un'altra importante via di scorrimento da cui si può raggiungere l'ospedale è la tangenziale sud di Torino tramite l'uscita SITO. Per quanto riguarda i mezzi pubblici l'ospedale è raggiunto da due linee suburbane di autobus (43 e 48) che lo collegano con lo stesso capoluogo e da una linea urbana del comune di Orbassano.

## Servizi offerti
- bar interno ed esterno
- edicola
- telefoni pubblici
- distributori automatici di generi di conforto e abbigliamento di prima necessità
- pizzeria e kebab esterno
- servizio sociale ospedaliero
- servizio di mediazione culturale
- assistenza religiosa e spirituale
- mensa
- servizio parrucchiere
- sistemazioni alberghiere con strutture convenzionate

## Associazioni coinvolte
Con l'Azienda ospedaliera San Luigi collaborano alcune associazioni di volontariato, di tutela dei diritti dei cittadini a associazioni dei consumatori:
- Associazione donatori di sangue piemonte, gruppo comunale di Orbassano - FIDAS
- Associazione il telaio, di Orbassano
- Associazione italiana donatori cornea e organi umani, sezione comunale di Orbassano
- Associazione italiana donatori organi, gruppo comunale di Bruino
- Associazione nazionale assistenza psicologica ammalati cancro
- Associazione per la tutela della salute
- Associazione volontari ospedalieri
- Avulss nucleo, di Orbassano
- Gruppo volontariato vincenziano di Orbassano
- Gruppo volontariato vincenziano di Beinasco
- Conferenza di San Vincenzo di Beinasco
- Luce per la vita